# Commonwealth Stadium (Kentucky)

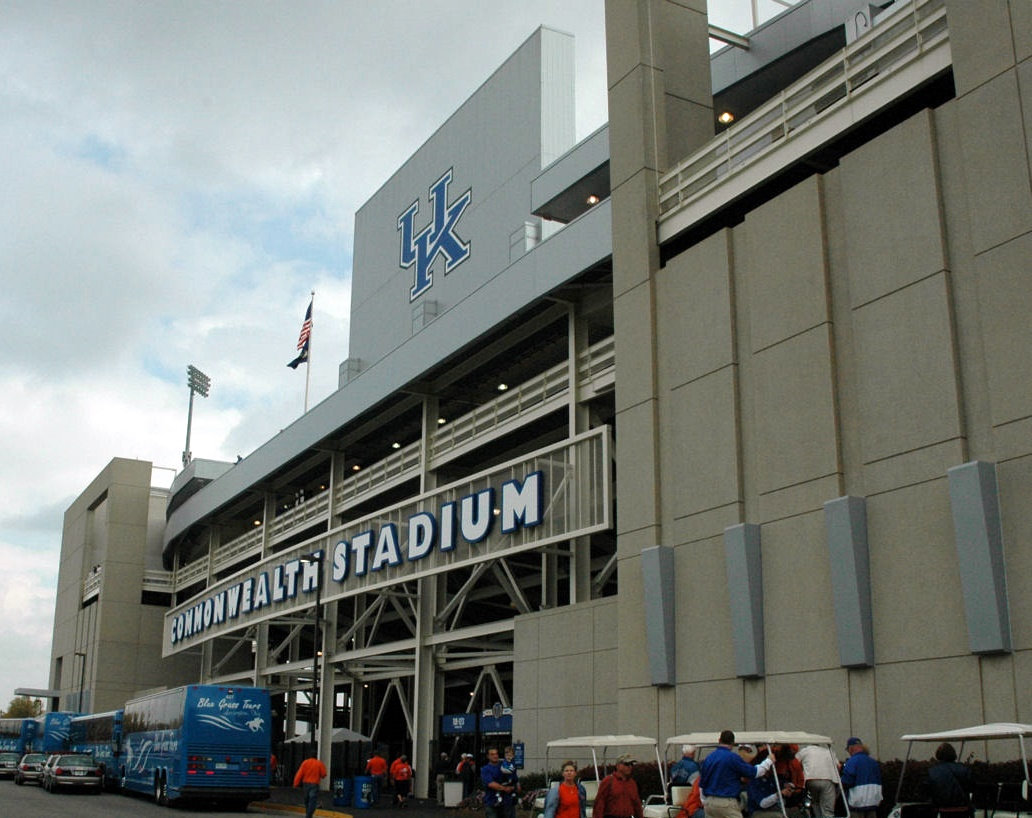
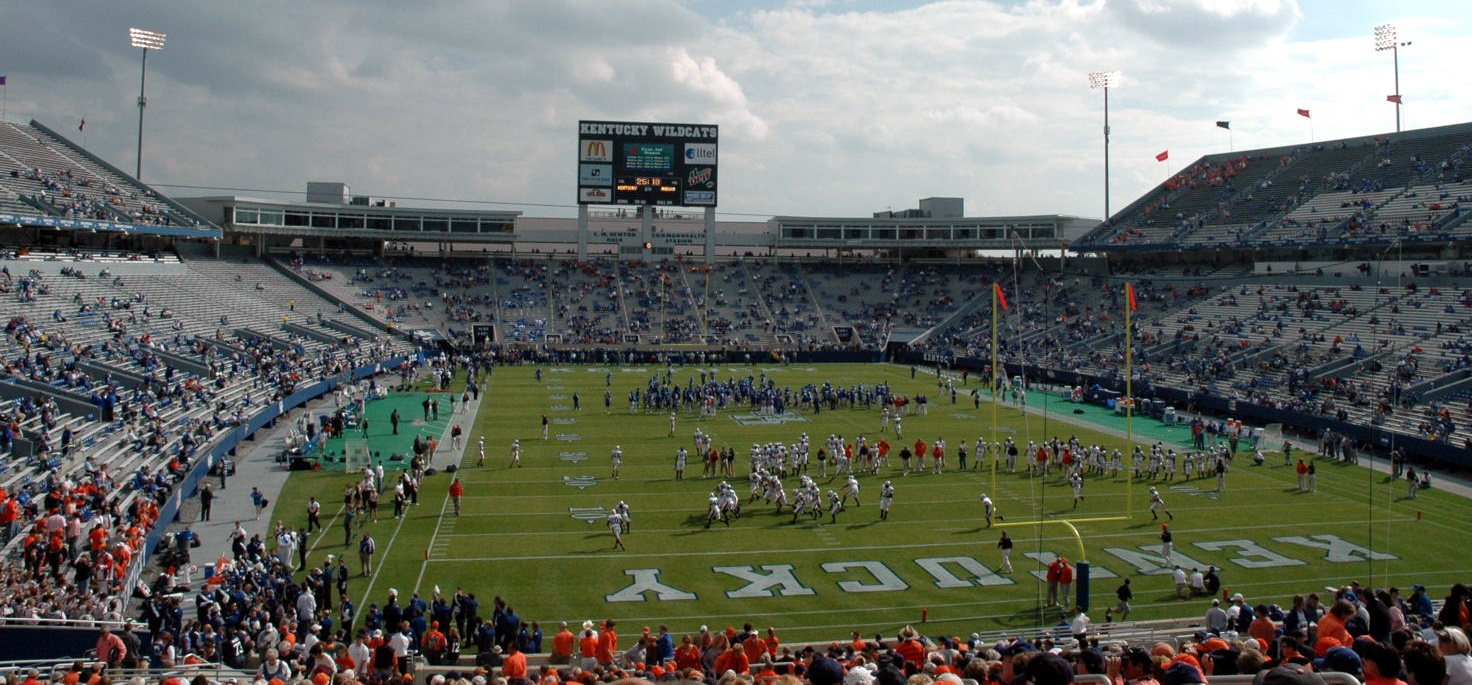

No confundir con el Estadio de la Mancomunidad ubicado en Canadá.
Kroger Field (Campo Kroger en español), conocido antes como Commonwealth Stadium (Estadio de la Mancomunidad en español), es un estadio de fútbol americano colegial ubicado en Lexington, Kentucky,  fue inaugurado en el año de 1973 , tiene una capacidad para albergar a 61 000 aficionados cómodamente sentados, su equipo local son los Wildcats de Kentucky pertenecientes a la Southeastern Conference de la National Collegiate Athletic Association.